# 所さんの勝ったも同然!!
『所さんの勝ったも同然!!』（ところさんのかったもどうぜん）は、日本テレビ系列局ほかで放送されていた日本テレビ製作のバラエティ番組である。全8回。日本テレビ系列局では1986年10月15日から同年12月3日まで、毎週水曜 20:00 - 20:54 （日本標準時）に放送。
この項目では、1986年12月10日から1987年3月25日まで同じ時間帯に放送されていた後継番組『いい!!かもしんない』についても触れる。

## 所さんの勝ったも同然!!
改題前までは所ジョージが司会を務めるコメディドラマ仕立ての番組で、番組オリジナルの被り物ヒーロー「イタズラン」が仕掛け人を務めるいたずらVTRや、取り壊し前の民家に隠された100万円を探し当てる視聴者参加型の100万円争奪ゲーム（民家の破壊も可）などで構成されていた。

## いい!!かもしんない
番組は1986年12月10日の改題とともにドラマ仕立ての内容をやめ、公開収録形式の番組へと衣替えした。タイトルは、所の口癖「いいかもしんない」に由来する。
内容は、高田純次のナビゲートおよび小倉淳（当時日本テレビアナウンサー）のリポートで世の中の「我がまま」に応えるコーナー、謎の人物「小野ちゃん」が出てきて毎回下らない小噺を披露するコーナー、懐かしい物や珍しい物で「じゃんけんぽこち〜ん！」と対決するコーナーありと盛りだくさんだった。所のそっくり芸能人・MODOKI （もどき、後の太田伸一）が出演するコーナーもあった。エンディングでは、カケフくんが腹話術人形を演じ、所が腹話術のように語りかけていた。

## 備考
1987年3月に『いい!!かもしんない』が終了して以来、所は日本テレビ水曜20:00枠の番組に出演していなかったが、直前の水曜19:00枠で放送されていた『1億人の大質問!?笑ってコラえて!』が2009年4月に水曜20:00枠へ移動したことで、所は22年ぶりに同時間帯への再出演を果たした。
| 日本テレビ系列 水曜20:00枠                                        | 日本テレビ系列 水曜20:00枠                                                                                        | 日本テレビ系列 水曜20:00枠                                     |
| 前番組                                                            | 番組名 | 次番組                                                         |
| ----------------------------------------------------------------- | --- | -------------------------------------------------------------- |
| 歌のワイド90分! （1982年10月13日 - 1986年9月17日） ※19:30 - 20:54 | 所さんの勝ったも同然!! （1986年10月15日 - 1986年12月3日） ↓ いい!!かもしんない （1986年12月10日 - 1987年3月25日） | 水曜バラエティ （1987年4月8日 - 1987年9月30日） ※19:30 - 20:54 |